# 過璘
過璘（1431年—1509年），字大璞，别號一斋，僑居松江後改號半松，浙江嘉興府平湖縣人，明朝政治人物。進士出身。

## 生平
成化元年（1465年）舉乙酉科浙江鄉試第四十四名。成化二年（1466年）聯捷丙戌科會試第二百三十三名，殿試登進士第二甲第五名。授工部主事，分司呂梁洪，再任管济宁，两考後改刑部主事，升员外郎、郎中，十八年壬寅奉詔赈饥山东，还朝后升江西按察司副使，二十三年丁未致仕，正德四年八月二十六日卒，享年七十九。葬松江府城東蟠龍塘。

## 家族
曾祖父過煥、祖父過迪、父亲過䚮。
元配俞氏，封安人，进封宜人，生一子：過夢元，金山衛中所副千户。孫過升、過復。